# جوآن (ترانه لیدی گاگا)
«جوآن» (به انگلیسی: Joanne) ترانه‌ای از خواننده و ترانه‌نویس اهل ایالات متحده آمریکا لیدی گاگا برای ششمین آلبوم استودیویی‌اش با همین نام است. این ترانه در ۲۲ دسامبر ۲۰۱۷ با عنوان «جوآن (فکر می‌کنی کجا داری می‌ری؟)» به‌عنوان سومین تک‌آهنگ رسمی آلبوم توسط اینترسکوپ رکوردز منتشر شد.
این ترانه همچنین در مستند گاگا: پنج فوت دو، در صحنه ای که گاگا و مادربزرگش در حال گوش دادن به آهنگ بودند، به نمایش درآمد. نسخه پیانو ترانه برنده جایزه اجرای پاپ تک‌نفره از شصت و یکمین مراسم جایزه گرمی شد. گاگا این ترانه را در تور جهانی جوآن و مراسم گرمی اجرا کرد.